# 六ツ見橋
六見橋（六ツ見橋、むつみばし）は、岐阜県下呂市の飛騨川に架かる、岐阜県道440号乗政下呂停車場線の橋である。
下呂温泉のすぐ下流に位置する。生活道路であるが、下呂温泉を一望できることから観光客も多く利用する。右岸に東海旅客鉄道（JR東海）の高山本線が通り、岐阜県道88号下呂小坂線に接続する。

## 概要
- 供用：1931年（昭和6年）[1]
- 延長：96.3 m
- 幅：4.4 m
- 橋の種類：下路鋼ボーストリングトラス橋[1]
- 区間：岐阜県下呂市少ケ野 - 下呂市森[1]
- 製造：大阪鉄工所

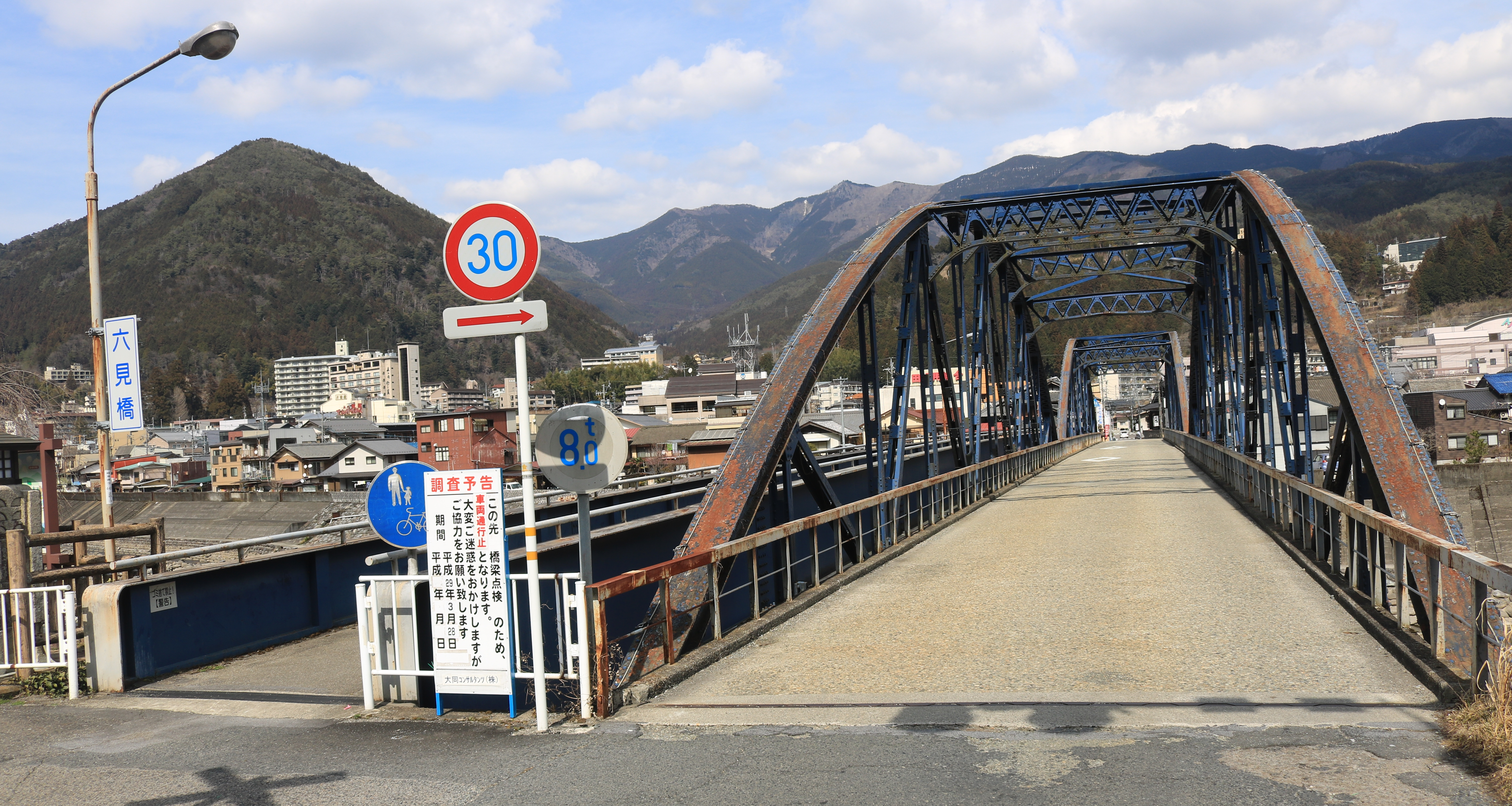
西側から望む六見橋
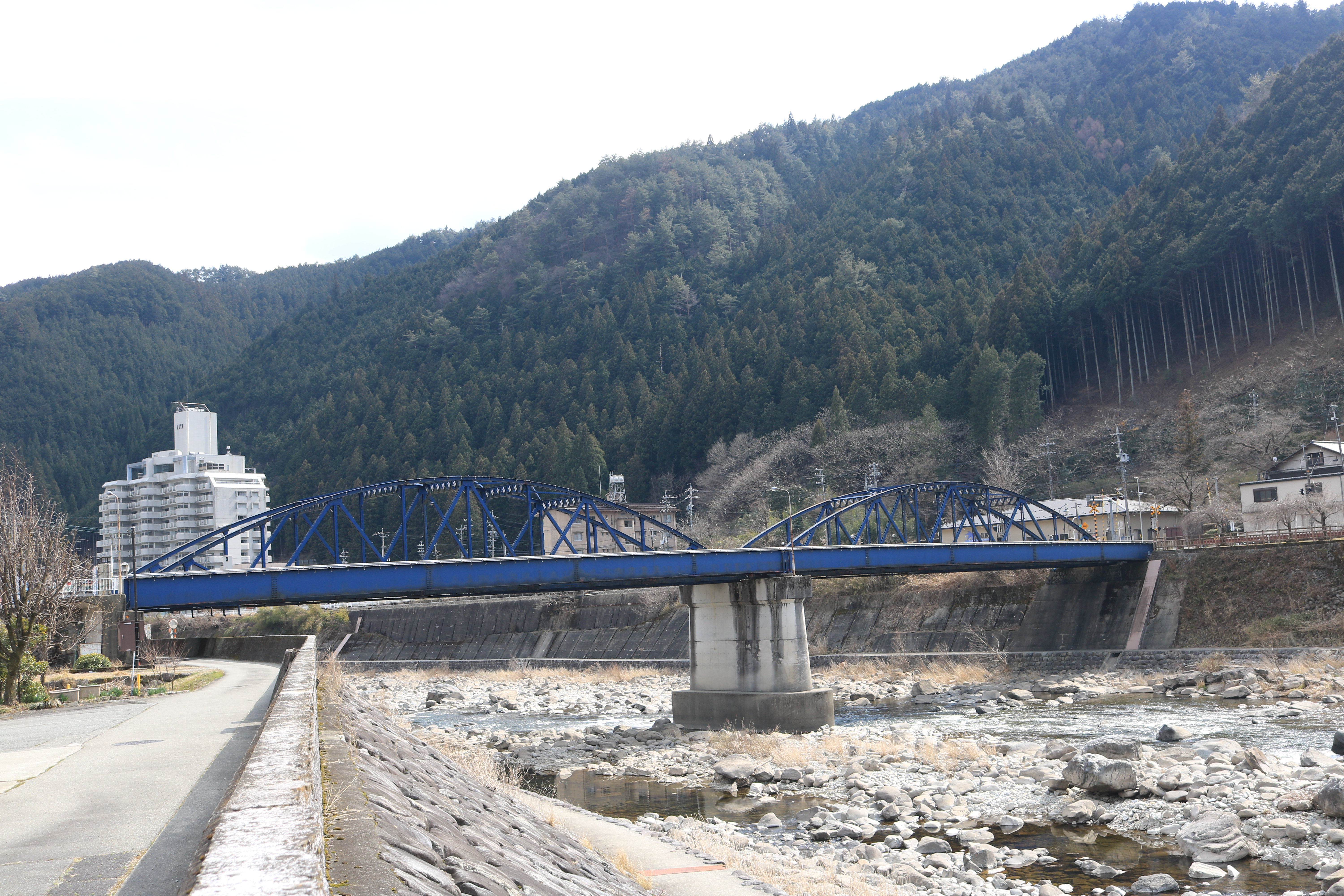
上流側の左岸から望む六見橋

## その他

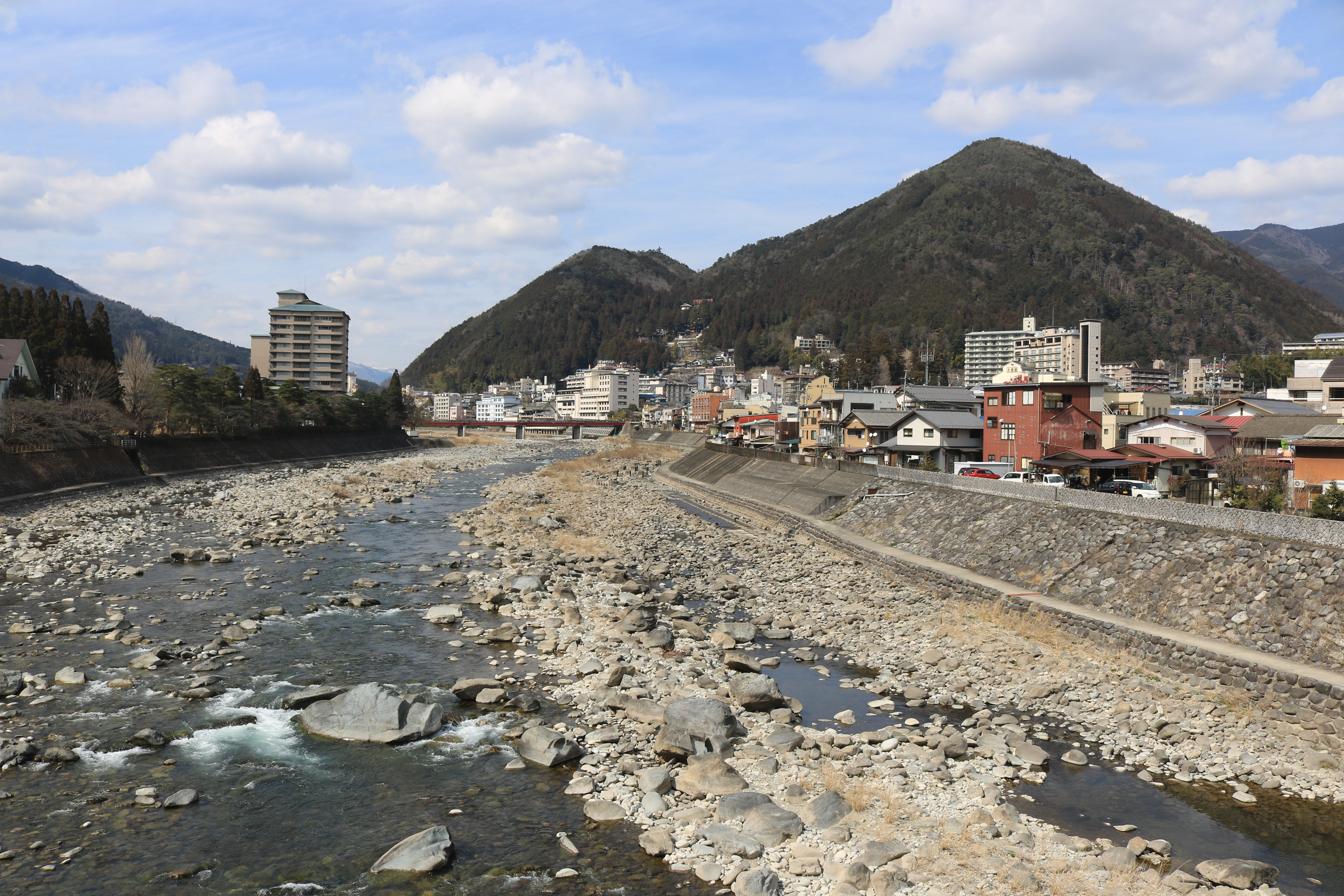
六見橋から望む飛騨川と下呂温泉

- 2010年（平成22年）に「近代温泉街下呂を実質的かつ象徴的に牽引した橋」として、土木学会選奨土木遺産に選ばれる[2]。
- かつてここには「塚田の渡し」という渡船が存在していた。この渡船は奈良時代より重要な渡船であったという。
- 六ツ見橋の名は、「下呂六景」をすべて眺めることができることから名づけられたという。下呂六景は、中根山（下呂富士）、温泉寺の桜、湯ヶ峰の夕映えなどである。
- 1938年（昭和13年）頃、野口雨情が下呂温泉を訪れ[1]、「下呂歌謡」を作詞している。その歌詞で「六ツ見橋ゆきや　暑さは志らぬ涼しい川風　そよそよと」と唄われている[1]。